# Chiesa di Santa Maria Assunta (Giubiasco)
La chiesa di Santa Maria Assunta è il principale luogo di culto cattolico di Giubiasco, sede dell'omonima parrocchia, e quartiere della Città di Bellinzona.

## Storia
La chiesa di Santa Maria Assunta del quartiere bellinzonese di Giubiasco è stata costruita nel XII secolo, probabilmente in luogo di una chiesa più antica, chiamata Santa Maria di Plumasca o Primasca, ricordata in un atto di donazione all'abbazia pavese di San Pietro in Ciel d'Oro del 929. L'edificio è stato ampliato nel XV secolo ed in seguito restaurato ed ampliato in stile barocco nel XVII secolo.
Nel corso del XX secolo, la chiesa è stata più volte restaurata, nel 1931 (all'interno), tra il 1938 e il 1943 (all'esterno) e nuovamente all'interno nel 1997. Durante questo restauro, sono state recuperate le antiche cromie originarie delle pareti.

## Descrizione

### Esterno
La facciata della chiesa parrocchiale di Santa Maria Assunta è molto semplice. a capanna, con tetto sporgente sul davanti sorretto da travi lignee, nella parte inferiore ospita il portale, con porta in legno intagliato del 1777, sormontato da una tettoia. Alla sinistra del portale vi è un grande affresco, alquanto deteriorato, dipinto dal barbenghese Attilio Balmelli e raffigurante San Cristoforo, dipinto nel 1943. Al centro della facciata, vi è una finestra a lunetta che dà luce all'interno.
Alla sinistra della chiesa si eleva la torre campanaria romanico, in pietra. A pianta quadrata presenta, su ciascuno dei quattro lati, una bifora che dà luce alla cella campanaria, entro la quale sono custodite le campane. Sul lato anteriore, al disotto della finestra, vi è il quadrante dell'orologio.

### Interno

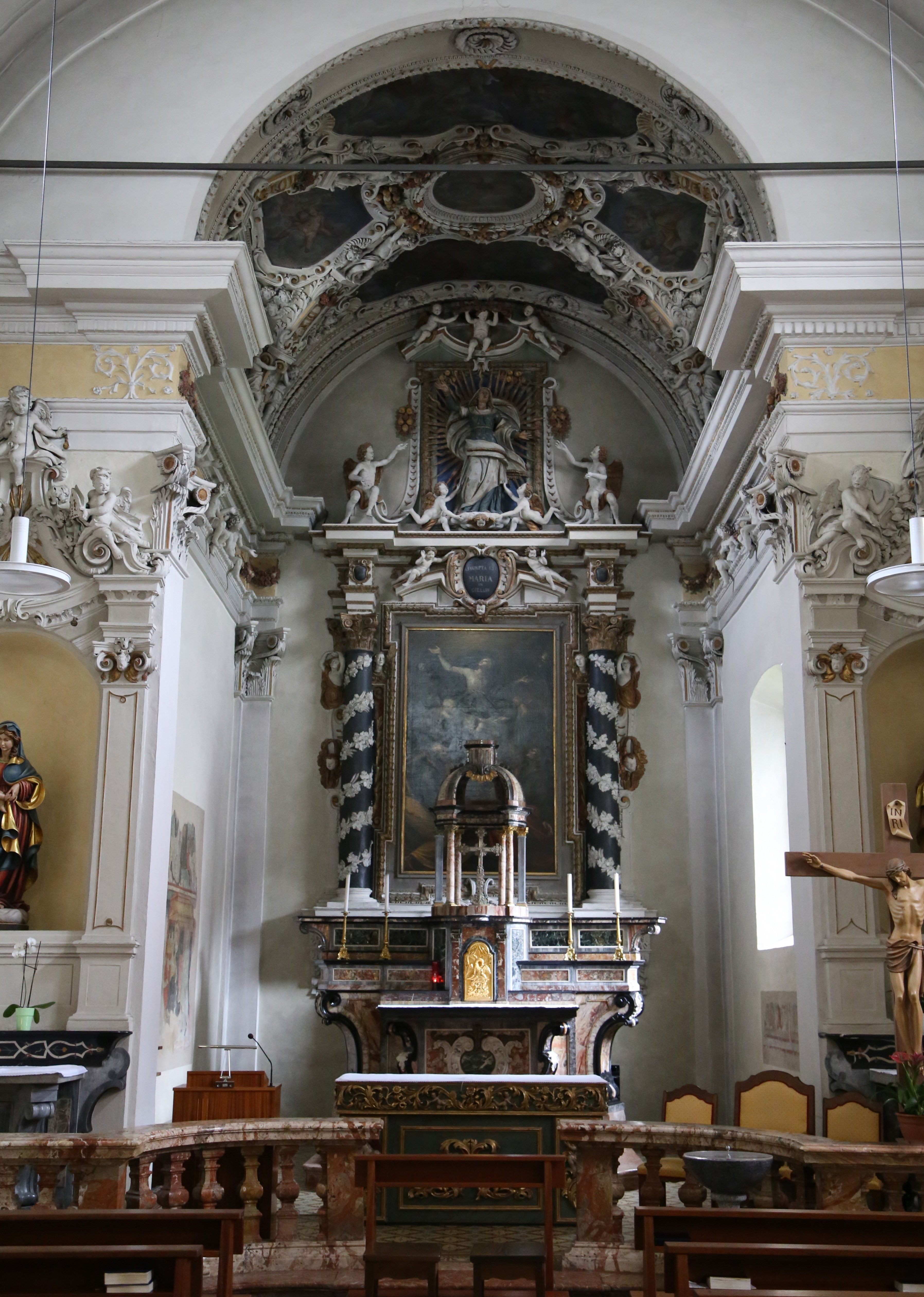
Abside e altare maggiore

L'interno della chiesa, in stile barocco, è a navata unica con abside a pianta quadrata. La navata è coperta da volta a botte lunettata decorata con affreschi tardo-secenteschi raffiguranti l'Adorazione dell'eucaristia, la Vittoria della Santa Croce e la Sconfitta del peccato. Le pareti, invece, sono decorate con affreschi frammentari del XV e del XVI secolo, tra cui un'Ultima cena attribuita al luganese Lombardus. A metà dalle navata vi è il pulpito ligneo del XVII secolo.
A ridosso della parete fondale della navata, di fianco all'arco, vi sono i due altari laterali in stucco, del XVIII secolo, con le statue della Madonna col Bambino (a sinistra) e San Giuseppe col Bambino (a destra).
L'abside, coperta con volta riccamente decorata con sculture in stucco del XVIII secolo, è delimitata da una balaustra marmorea. Appoggiato alla parete di fondo vi è l'altare maggiore, anch'esso in marmo, opera del viggiutese Giuseppe Giudici che lo realizzò nel 1793. Sopra la mensa, vi sono il tabernacolo e l'ancona, ospitante il dipinto Assunzione della Vergine, attribuito a Giovanni Stefano Danedi. Le pareti dell'abside sono decorate anch'esse, come quelle della navata, da affreschi del XV e XVI secolo.

### Organo a canne
Sulla cantoria in controfacciata, si trova l'organo a canne Mascioni opus 1182, costruito nel 2008 in sostituzione di uno strumento precedente.
Quest'ultimo era l'organo a canne Mascioni opus 636 ed era stato costruito nel 1948; l'organo venne in seguito inaugurato il 17 ottobre dello stesso anno con un concerto del maestro Luigi Picchi. L'organo era a trasmissione elettro-pneumatica, con 960 canne per un totale di 14 registri distribuiti su due tastiere, di 58 note ciascuna, e pedaliera, di 30 note. I due corpi fonici erano situati ai lati della cantoria, con la consolle al centro.
Nel 2004, è stato smontato lo strumento del 1948 e, nel 2006, è iniziata la costruzione di quello attuale, terminata nel 2008. L'organo nuovo, anch'esso della ditta Mascioni, è stato inaugurato l'11 maggio 2009 con un concerto del maestro Diego Fasolis. Lo strumento, a trasmissione mista, meccanica per i manuali e il pedale, elettrica per i registri, ha due tastiere di 58 note ciascuna ed una pedaliera di 30.